# Northrop Experimental No.1
Die Northrop Experimental No.1 war ein Experimentalflugzeug des US-amerikanischen Herstellers Northrop. Da die Maschine keine Werksbezeichnung erhielt, wurde sie in Veröffentlichungen unter unterschiedlichen Bezeichnungen angesprochen. Dazu gehören Northrop The Wing, All-Wing, Semi-Wing. Da die Konstruktion von dem ersten von Northrop gegründeten und von 1928 bis zum 31. Dezember 1929 existierenden Unternehmen Avion Corporation entwickelt wurde, sind auch entsprechende Bezeichnungen wie etwa Avion Experimental No.1 bekannt.

## Geschichte
Die erste Konstruktion von Jack Northrop, nach dem Weggang von Lockheed, diente in erster Linie der Erprobung neuer Bauverfahren und der Untersuchung der Vorteile des Nurflügelkonzepts, mit dem sich Northrop seit dem Beginn seiner Konstruktionstätigkeit beschäftigte. Er verwendete für die No.1 die damals sehr fortschrittliche Auslegung als Ganzmetall-Halbschalen-Konstruktion. Auch das verwendete Senknietverfahren war damals noch unüblich.
Nach etwa einem Jahr Bauzeit war der Avion-Prototyp fertiggestellt und eine Experimental-Zulassung mit dem Luftfahrzeugkennzeichen (N)X216H erteilt. Die gesamte Konstruktion erhielt am 10. Mai 1929 ein US-Patent (# 1.929.255). Für den Erstflug verpflichtete Northrop den Testpiloten Edward Bellande, der mit der No.1 in Burbank startete, aber auf einem Platz in der Wüste in Muroc landete. Nach einer anderen Quelle wurde die Maschine per LKW nach Muroc verfrachtet. Bellande beurteilte die Flugeigenschaften der kleinen Maschine als sehr zufriedenstellend und führte über dem Trockensee in der Mojave-Wüste eine Vielzahl von Testflügen durch. Die Höchstgeschwindigkeit soll dabei um etwa 25 % höher gewesen sein als bei einem konventionellen Flugzeug vergleichbarer Größe und Leistung.
Die erste öffentliche Vorstellung des Flugzeugs erfolgte 10. Februar 1930. Am 30. September 1930 informierte Northrop das Department of Commerce, dass weitere Flüge mit dem Flugzeug ausgesetzt würden, bis weitere Windkanal- und Laboruntersuchungen abgeschlossen seien. Der weitere Verbleib ist nicht bekannt, es kann jedoch davon ausgegangen werden, dass die Maschine anschließend verschrottet wurde.

## Konstruktion
Die Northrop-Konstruktion vereinte charakteristische Elemente eines Nurflüglers, wie eine sehr tiefe und dicke Tragfläche ohne abgesetzten Rumpf, mit typischen Teilen eines konventionellen Flugzeugs, wie etwa einem Leitwerk am Ende von sehr schlanken, doppelten Leitwerksträgern. Hierin begründet sich auch die Vielzahl der unterschiedlichen Bezeichnungen. Der Antrieb bestand aus einem 90-PS-British-Cirrus Mk.III-Triebwerk (nach anderer Quelle ein 90 PS leistender Menasco Pirate). Der im Bug untergebrachte Motor trieb über eine Fernwelle einen Zweiblatt-Druckpropeller an. Im Laufe der Erprobung wurde der Propeller als Zugpropeller nach vorne verlegt.
Von den zwei getrennten, nebeneinander liegenden offenen Cockpits war bei den Flügen üblicherweise das rechte mit einer Verkleidung abgedeckt. Die Maschine verwendete ein „umgedrehtes“ Dreibeinfahrwerk, bei dem die beiden Haupträder vorne lagen und das einzelne, relativ große steuerbare Rad hinten angebracht war. Diese Anordnung sorgte dafür, dass bei Start und Landung der Propeller eine ausreichende Bodenfreiheit behielt.

## Technische Daten
| Kenngröße             | Daten                                                                       |
| --------------------- | --------------------------------------------------------------------------- |
| Besatzung             | 1 + 1                                                                       |
| Länge                 | 6,10 m                                                                      |
| Spannweite            | 9,30 m                                                                      |
| Höhe                  | 1,53 m                                                                      |
| Flügelfläche          | 17,09 m²                                                                    |
| Flügelstreckung       | 5                                                                           |
| Startmasse            | 499 kg                                                                      |
| Höchstgeschwindigkeit | 160 km/h                                                                    |
| Triebwerke            | ein luftgekühlter Vierzylinder-Reihenmotor Cirrus Mk. III mit 90 PS (66 kW) |